# Endeicosagono

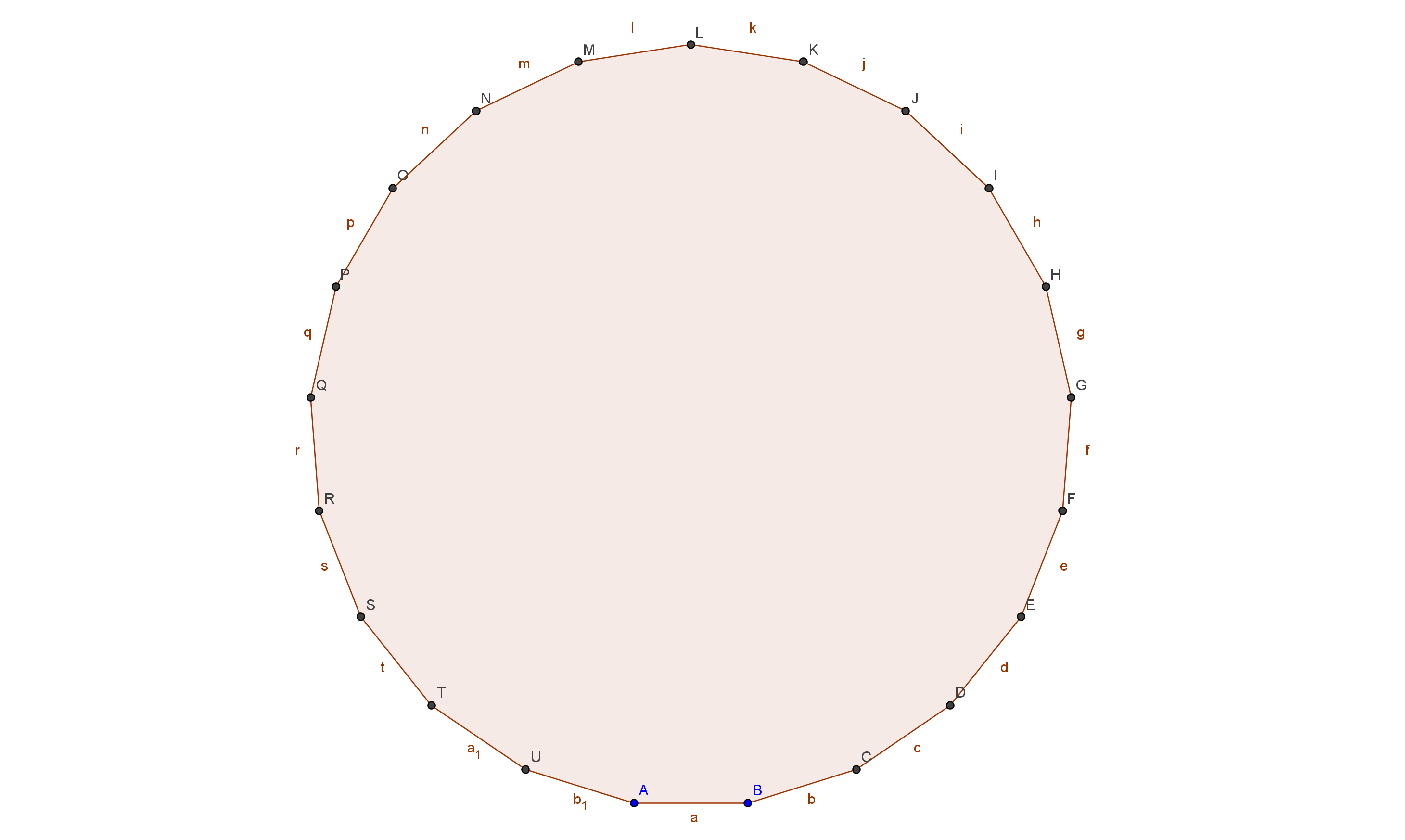
Endeicosagono regolare

In geometria, un endeicosagono è un poligono con 21 lati ed altrettanti vertici e angoli; l'endeicosagono regolare è caratterizzato da angoli e lati tutti congruenti tra loro.

## Proprietà geometriche
Il numero delle diagonali D di un endeicosagono è il risultato della seguente formula, dove l è il numero dei suoi lati:
{\displaystyle D={\frac {l(l-3)}{2}}={\frac {21(21-3)}{2}}=189}
mentre la somma dei suoi angoli interni, essendo pari a tanti angoli piatti quanti sono i suoi lati meno due, vale:
{\displaystyle 180^{\circ }\times (l-2)=(21-2)\times 180^{\circ }=3420^{\circ }}.

### Endeicosagono regolare
Ciascun angolo interno, per quanto detto precedentemente, vale:
{\displaystyle {\frac {3420^{\circ }}{21}}\simeq 162{,}857^{\circ }}